# 704Games
704Games Company (anciennement Dusenberry Martin Racing) est un développeur et éditeur de jeux vidéo américain basé à Charlotte, en Caroline du Nord. La société a acquis la licence pour être le développeur exclusif des jeux vidéo NASCAR en janvier 2015, et a depuis publié six jeux sur console et un jeu mobile.

## Histoire
704Games a été créée sous le nom de Dusenberry Martin Racing en janvier 2015, une filiale de HC2 Holdings (en) ; HC2 Holdings a acquis la licence pour développer des jeux vidéo NASCAR d'Eutechnyx le 1er janvier 2015,. À la suite de cette acquisition, DMR a reçu NASCAR '15 (en), un jeu vidéo développé par Eutechnyx. Le 13 avril 2015, Dusenberry Martin Racing a obtenu 8 000 000 $ en capitaux propres.
NASCAR '15 a été publié et réalisé par DMR le 22 mai 2015,. La société commençait également le développement de son premier jeu vidéo, NASCAR Heat Evolution (en), tout en collaborant avec Monster Games. Le jeu a été officiellement annoncé le 20 mai 2016, et est sorti le 13 septembre 2016. En 2017, NASCAR Heat Mobile a été lancé en tant que lancement progressif exclusif au Canada le 8 mars et a été lancé aux États-Unis le 24 avril. Le 21 mars, une suite sans nom de NASCAR Heat Evolution a été annoncée, qui s'est révélée plus tard nommée NASCAR Heat 2 (en) et a été publiée le 12 septembre. Le 7 juillet 2018, NASCAR Heat 3 (en) a été annoncé avec une date de sortie le 7 septembre 2018.
En 2017, DMR a changé de nom en 704Games (tiré de l'indicatif régional de Charlotte (704)) et a embauché l'ancien président du NASCAR Media Group, le vice-président principal de NASCAR et le président de DMR Paul Brooks en tant que PDG.
En août 2018, il a été annoncé que Motorsport Network avait investi dans 704Games. Il a ensuite été révélé en mars 2019 que Motorsport Network avait investi majoritairement dans 704Games. De plus, Colin Smith, ancien PDG de Motorsport Network, a remplacé Ed Martin en tant que président de 704Games tandis que Martin dirigera les initiatives e-sport de 704Games. Paul Brooks deviendra président non exécutif. Enfin, dans le cadre de l'accord Motorsport Network, NASCAR a étendu sa licence de jeux vidéo et d'esports avec 704Games jusqu'en 2029.

## Jeux
- NASCAR '15 (en)
- NASCAR Heat Evolution (en)
- NASCAR Heat Mobile
- NASCAR Heat 2 (en)
- NASCAR Heat 3 (en)
- NASCAR Heat 4 (en)
- NASCAR Heat 5